# Нестаничі
Неста́ничі — село в Україні, у Радехівській міській громаді, Шептицького району, Львівської області. До 2020 року Нестаничі разом з селами Вузлове, Бабичі, Раковище та Шайноги підпорядковувалися Вузлівській сільській раді, нині орган місцевого самоврядування — Радехівська міська громада. Населення становить 556 осіб.

## Географія
Село Нестаничі розташоване за 70 км від обласного центру, за 50 км від районного центру та 15 км від адміністративного центру міської громади. За 11 км знаходиться найближчий залізничний зупинний пункт Воля-Холоївська. На північному сході Нестаничі межують з селом Палів, на південному сході — з селом Вузлове, на південному заході — з селищем Добротвір, на півдні з селом Сілець,на заході — з селом Тишиця та на північному заході — з селом Радванці. Вздовж південної та південно-західної межі села тече річка Холоївка притока Західного Бугу, а зі сходу на захід через село тече річка Кийський Потік, також притока Західного Бугу. Починається потік у східній частині села та тече на захід, потім на північний захід у напрямку до села Тишиця.
Вулиці
У селі Нестаничі налічується 8 вулиць.
- Вагилевича Івана
- Головацького Якова
- Діка Івана
- Коновальця Євгена
- Незалежності
- Франка Івана
- Шашкевича Маркіяна
- Шевченка Тараса

## Населення
У 1880 році у Нестаничах мешкало 1176 осіб. Станом на початок 1939 року населення ставило 1800 осіб, з них: 1240 українців, 210 поляків, 90 осадників, 180 латинників, 50 євреїв, 30 німців та інших національностей. За даними всеукраїнського перепису населення 2001 року в селі Нестаничі мешкало 556 осіб.
Мова
Розподіл населення за рідною мовою за даними перепису 2001 року був наступним:
| українська | 554 | 99,64 |
| російська  | 2   | 0,36  |

## Назва
Існує дві версії походження назви села Нестаничі. Одна каже, що від імені батька-родоначальника, тобто голови роду Нестана, а діти його відповідно звалися Нестаничами. За іншою версією, навколо села були суцільні мочарі і той, кому не вдалося проїхати цю місцину, казав: «Не ставати!», так і утворилася назва села Нестаничі.

## Історія
Село засноване 1512 року. Документом виданим у Грабовцю 23 травня 1552 року, каштелян холмський і белзький Миколай Ліссаковський відмовляється від усіх своїх прав на села Сушно та Нестаничі, які мав як позику 3000 злотих надану Станиславові Ліпському, на користь Станіслава Жолкевського. Пізніше село належало Якубу Коморовському гербу Корчак. 26 грудня 1770 року у місцевій греко-католицькій церкві відбулося вінчання польського шляхтича Станіслава Потоцького з Ґертрудою Коморовською, донькою Якуба Коморовського. Шлюб благословив пробст римо-католицької парафії у Добротворі ксьондз Длужнєвський, до якої тоді належали Нестаничі.
Парохом сільської греко-католицької церкви у 1838–1841 роках був о. Маркіян Шашкевич. У цьому селі народився його син Володимир. Згодом Шашкевичі переїхали на парафію у село Новосілки. Нині від часів будителя руської землі у Нестаничах залишилася давня церква, а на місці будівлі старої плебанії, де мешкала родина Шашкевичів, у грудні 1988 року письменник Роман Лубківський, скульптор Еммануїл Мисько та секретар Радехівського райвиконкому Маргарита Грищенко, в урочистій обстановці відкрили пам'ятний камінь, а 25 листопада 1993 року на цьому місці Владикою Юліяном Вороновським посвячений пам'ятник М. Шашкевичу. Автори пам'ятника — скульптори Я. Мотика, В. Шишов, архітектор О. Матвіїв.
5 листопада 1989 року Народним рухом України у селі організоване та проведене свято М. Шашкевича. 1 січня 1990 року вперше у сільському клубі відбувся показ вертепу, який організував Іван Дік з хлопцями. 8 квітня 1990 року був освячений та встановлений синьо-жовтий прапор біля каменю, встановленого на згадку про Маркіяна Шашкевича. 17 травня 1990 року Радехівська районна рада зареєструвала у Нестаничах громаду УГКЦ. 10 листопада 1991 року посвячено символічну могилу Борцям за волю України. 1 грудня 1991 року в селі за проголошення Незалежності України проголосувало 449 виборців — 97,8 % населення села.
12 листопада 2011 року, з нагоди відзначення 200-ліття Маркіяна Шашкевича, у селі Нестаничах, відбулося урочисте відкриття та освячення «Музею-садиби Маркіяна Шашкевича». У 2016 році проведений капітальний ремонт школи-садка.
В околиці села Нестаничі зростають карликові дуби.

## Пам'ятки, визначні місця

### Церква Різдва Пресвятої Богородиці
Перша сільська церква згадується у 1531 році і знаходилася там, де було спочатку село — на «Загірських полях». Під час одного із набігів татар на Галичину село і водночас церкву було спалено. За переказом, церква згоріла вщерть, а ікона Пресвятої Богородиці залишилася не ушкодженою. Дідич села Станин, якому належали й Нестаничі, дізнавшись про дивним чином вцілілу ікону, одразу ж прибув до спаленого села. Знайшовши її на згарищі церкви, в попелі, поклав на воза з наміром відвезти до церкви Станина. Та коні не хотіли рушати з місця. Вони стояли якийсь час як вкопані. Потім рушили в бік Нестаничів. Невдовзі на тому місці, де зупинилися коні, селяни на кошти цього дідича збудували невеличку дерев'яну церковцю та помістили туди ікону. Коштом місцевих заможних селян у 1725 році збудовано наступну дерев'яну церкву, куди було перенесено чудотворну ікону Пресвятої Богородиці. У цьому храмі вона знаходиться й донині.
Відомо, що місцевою парафією у період від 16 листопада 1838 року до 8 квітня 1841 року завідував о. Маркіян Шашкевич, письменник, засновник та активний діяч гуртка «Руська Трійця», ініціатор видання альманаху «Русалка Дністровая». Вже тяжкохворим та позбавленим найнеобхідніших засобів для життя, у Нестаничах він написав філософсько-богословські поезії у прозі «Псалми Русланові», вірш «Слава Богу», закінчив переклад Євангелія від Івана. У 1846—1847 роках церквою завідував о. Іван Вагилевич. Існуюча церква зведена у 1828 році, відновлена у 1913 році. У радянський період церква Різдва Пресвятої Богородиці, як і всі храми Української греко-католицької церкви, була недіючою у 1965—1989 роках. Потім її було пристосовано до філіалу Львівської картинної галереї. На початку 1990-х років проведений зовнішній ремонт церкви та дзвіниці. У 1993 році посвячено нову капличку біля церкви. Нині церква перебуває у користуванні релігійної громади Української греко-католицької церкви парафії Різдва Пресвятої Богородиці села Нестаничі.
На захід від церкви розташована дерев'яна двоярусна дзвіниця, в якій у 1923 році встановлено дзвін з іменем «Маркіян». Навколо дзвіниці опасання на дерев'яних стовпах. На надпоріжнику дверей дзвіниці різьблений напис: «Збудована була дзвіниця ця року Божого 1725 місяця квітня дня».

### Музей-садиба Маркіяна Шашкевича
Ще на початку 1990-х років працівники Нестаничівської школи-садочка разом із мешканцями села організували кімнату народознавства, яка постійно поповнюється цікавими експонатами, серед експонатів — ужиткові речі, вишиті рушники та сорочки 1920-1930-х років. Особливу увагу привертають ікони невідомого майстра XVIII століття. Цікавими є декілька картин мешканця села Федини Івана Йосиповича, поміж них — портрет Маркіяна Шашкевича. Серед експонатів є також «Хроніка села Нестаничі», автором якої є місцевий краєзнавець Дік Іван Йосипович. Кімната-музей оформлена з любов'ю. У планах працівників школи-садочка — відкриття музею Маркіяна Шашкевича. 
12 листопада 2011 року, з нагоди відзначення 200-ліття Маркіяна Шашкевича, у с. Нестаничах, відбулося урочисте відкриття та освячення «Музею-садиби Маркіяна Шашкевича», який розміщено в колишній плебанії, збудованій 1913 року. Проєкт реконструкції старої плебанії в музей-садибу розробив відомий художник Орест Скоп. Експозиція музею формувалася з надходжень Львівського державного історичного архіву, бібліотек імені Василя Стефаника та імені М. Драгоманова, львівського музею «Русалки-Дністрової». Експозиція в одній з кімнат музею повністю складається з речей, наданих місцевими мешканцями, які з ентузіазмом сприйнявши створення в селі музею, приносили речі, які були пов'язані з діяльністю М. Шашкевича у Нестаничах. Найбільшою гордістю музею є унікальні зразки галицького сакрального малярства, ікони народних майстрів, що датуються кінцем XVII – початком XVIII століть. 
У 2012 році на новозбудованій сцені на території музею-садиби Маркіяна Шашкевича проведений Перший фестиваль духовної пісні, присвячений 175-літтю виходу у світ «Русалки Дністрової» — першого українського фольклорно-літературного альманаху, написаного народною мовою, а також 500-літтю першої писемної згадки про село Нестаничі. У 2016 році проведений капітальний ремонт школи-садка.

### Меморіали, пам'ятники
- Пам'ятник о. Маркіяну Шашкевичу, встановлений у 1993 році (скульптори Ярослав Мотика, В. Шишов, архітектор О. Матвіїв)[24];
- Символічна курган-могила Борцям за волю України;
- Пам'ятний хрест на в'їзді у Нестаничі від села Вузлового з написом: «1924—1999. Традиційна границя села Нестанич. Поставлений в честь Незалежності».

## Відомі люди
Парохи і завідателі
За всю історію села у місцевій церкві правили:
- о. Гриневич;
- о. Василь Марницький;
- о. Григорій Янкевич;
- о. Роман Салагубович;
- о. Ілля Миколаєвич;
- о. Іван Мрозовський;
- 1838—1841 — о. Маркіян Шашкевич;
- о. Олексій Личаковський;
- о. Інокентій Дембіцький;
- 1846—1847 — о. Іван Вагилевич;
- о. Михайло Ільницький;
- о. Юстин Яремкевич;
- о. Михайло Торба;
- о. Олександр Данилович;
- о. Василь Сірко;
- о. Костянтин Гуляй;
- о. Роман Маковей;
- о. Ярослав Мурович;
- о. Петро Цьояковський;
- Йосиф Красицький.

Народилися
- Дік Іван Йосипович (1 вересня 1930 — 7 лютого 1994) — краєзнавець, співзасновник Радехівського районного осередку товариства «Меморіал», деякий час на початку 1990-х років був його співголовою (разом з Мирославом Чабаренком). У 1989 році був одним із засновників районної організації Народного Руху України, а у 1990 році — одним з ініціаторів відновлення діяльності УГКЦ у Нестаничах та першим головою місцевого осередку Народного руху України, член Радехівського районного осередку Товариства охорони пам'яток історії та культури[25].
- Левкович Ярослава Григорівна — українська діячка націоналістичного підпілля.
- Оніщук Володимир (1989 — 16 травня 2023) — український військовик, учасник російсько-української війни[26].
- Свистун Богдан Михайлович (1930 — 9 грудня 2011) — зв'язковий УПА особливого призначення, багаторічний в'язень радянських таборів. Один з ініціаторів встановлення пам'ятного хреста на в'їзді у Нестаничі від села Вузлового з написом: «1924—1999. Традиційна границя села Нестанич. Поставлений в честь Незалежності», насипання символічної курган-могили і встановлення пам'ятного хреста на вшанування пам'яті дев'ятнадцятьох хлопців-односельців, вояків УПА, які 12 лютого 1945 року загинули героїчною смертю[27].
- Шашкевич Володимир Маркіянович — український письменник, народовець, освітньо-культурний діяч. Син Маркіяна Шашкевича.

## Інфраструктура

### Освіта
Навчальний заклад розташований в приміщенні колишнього панського будинку, перша згадка про будівлю в історичних джерелах датується 1904 роком.
«Школу-дитячий садок» було відкрито 1 вересня 1985 року згідно рішення виконавчого комітету Радехівської районної ради народних депутатів № 2 від 2 вересня 1985 року. У 2010 році заклад реформований у Нестаничівський навчально-виховний комплекс «Загальноосвітній навчальний заклад I ступеня — дошкільний навчальний заклад» Радехівського району Львівської області. У 2016 році було проведений капітальний ремонт приміщень з впровадження енергозберігаючих технологій, профінансований коштами Федеративної Республіки Німеччина через банк розвитку KfW та місцевою громадою через Український фонд соціальних інвестицій. А саме: було здійснено заміну даху на металочерепицю, частково замінені вікна, вхідні двері, зроблена нова система опалення, облаштований санвузол для дошкільнят. 
У 2020/2021 навчальному році в школі навчається 13 учнів. З них в 1 класі навчається 5 учнів, у 3 класі — 6 учнів, у 4 класі — 2 учні. В дошкільному підрозділі функціонує одна різновікова група з дев'ятигодинним перебуванням, в якій виховується 14 дітей. Навчально-виховний процес здійснюють три вчителі та один вихователь. Два вчителі мають кваліфікаційну категорію — «спеціаліст вищої категорії», з них один вчитель має звання «старший вчитель», один вчитель — «спеціаліст I категорії». Вихователь — «11 тарифний розряд». Школа працює за «Типовою освітньою програмою початкової освіти під керівництвом Р. Б. Шияна», а дошкільний підрозділ — за програмою «Українське дошкілля».
19 листопада 2021 року змінилася назва навчального закладу — з Нестаничівський навчально-виховний комплекс «Загальноосвітній навчальний заклад I ступеня — дошкільний навчальний заклад» на початкова школа с. Нестаничі Радехівської міської ради Львівської області, нині у школі навчається 20 учнів.